# 広島県の市町村章一覧
広島県の市町村章一覧（ひろしまけんのしちょうそんしょうのいちらん）は、広島県内の市町村に制定されている、あるいは制定されていた市町村章の一覧である。なお、一覧の順序は全国地方公共団体コード順による。廃止された市町村章は廃止日から順に掲載している。

## 市部
| 市         | 市章              | 由来 | 制定日         | 備考                                                            |
| ---------- | ----------------- | --- | -------------- | --------------------------------------------------------------- |
| 広島市     |                   | 広島藩の「三つ引」の紋章を参考にカーブを付けて表している                                                         | 1896年5月19日  |                                                                 |
| 呉市       | （正章） （略章） | 略章:「呉」を表し、九つの「レ」で象っている正章:上部は「呉」を表し、九つの「レ」で象り、下部は灰ヶ峰を表している | 1903年3月26日  | 正章とは別デザインの紋章がある                                  |
| 竹原市     |                   | 「竹」と、三方に広がる笹を表したもの                                                                             | 1963年9月30日  |                                                                 |
| 三原市     |                   | 「三」を表している                                                                                               | 2005年10月1日  | 色は水色・緑色・青色が指定されている 2代目の市章である          |
| 尾道市     |                   | 向島と本州、その間に尾道水道を表している                                                                         | 1898年10月4日  |                                                                 |
| 福山市     |                   | コウモリを山に象とったもの                                                                                       | 1917年7月1日   |                                                                 |
| 府中市     |                   | 「フ中」を円形にして変形したもの                                                                                 | 1954年6月28日  |                                                                 |
| 三次市     |                   | 「M」と「人」を表している                                                                                        | 2004年4月1日   | 2代目の市章である                                               |
| 庄原市     |                   | 「庄」を表している                                                                                               | 2005年3月31日  | 色は黄色と若葉色が指定されている 2代目の市章である              |
| 大竹市     |                   | 「オオ竹」を表したもの                                                                                           | 1954年12月27日 |                                                                 |
| 東広島市   |                   | 「ひ」を飛ぶ鳥の形で表している                                                                                   | 1974年7月17日  |                                                                 |
| 廿日市市   |                   | 「廿日」を図案化したもの                                                                                         | 1988年4月1日   | 1969年7月25日に廿日市町章として制定され、市制施行後に継承された |
| 安芸高田市 |                   | 「高」を図案化したもの                                                                                           | 2004年3月1日   | 2003年12月10日に公表される 色は青色と緑色が指定されている       |
| 江田島市   |                   | 「E」と「波」を図案化したもの                                                                                    | 2004年11月1日  | 色は青色と水色が指定されている                                  |

## 町村部
| 郡     | 町村       | 町村章 | 由来                                | 制定日         | 備考                                                 |
| ------ | ---------- | ------ | ----------------------------------- | -------------- | ---------------------------------------------------- |
| 安芸郡 | 府中町     |        | 「ふ」を図案化したもの              | 1970年5月8日   | 1962年に制定されていたのを1970年5月8日に再制定される |
| 安芸郡 | 海田町     |        | 「K」を図案化したもの               | 1968年7月      | 色は黒色が指定されている                             |
| 安芸郡 | 熊野町     |        | 九つの「ク」と▼で「ノ」を表している | 1948年10月1日  |                                                      |
| 安芸郡 | 坂町       |        | 「S」と「鳩」を表している           | 1980年12月20日 |                                                      |
| 山県郡 | 北広島町   |        | 「K」・「ヒ」を図案化したもの       | 2005年10月20日 | 色は緑色と青色が指定されている                       |
| 山県郡 | 安芸太田町 |        | 「AKIOTA」を図案化したもの          | 2004年10月1日  | 色は緑色と赤色が指定されている                       |
| 豊田郡 | 大崎上島町 |        | 大崎上島を表している                | 2003年8月5日   | 色は緑色と水色が指定されている                       |
| 世羅郡 | 世羅町     |        | 「S」を表したもの                   | 2004年10月1日  | 色は赤色と白色が指定されている 2代目の町章である     |
| 神石郡 | 神石高原町 |        | 「じ」を図案化したもの              | 2004年11月5日  |                                                      |

## 廃止された市町村章

### 2004年以前
| 市郡   | 町村     | 市町村章         | 由来                                                                               | 制定日           | 廃止日        | 備考                                                                |
| ------ | -------- | ---------------- | ---------------------------------------------------------------------------------- | ---------------- | ------------- | ------------------------------------------------------------------- |
| 松永市 |          |                  | 「M」を円形にし、瀬戸内海の波と陸地から見える海の視界を近代的に図案化したもの      | 1954年9月        | 1966年5月10日 |                                                                     |
| 安佐郡 | 安佐町   |                  | 「ア」を雄飛する鳥の型に図案化したもの                                             | 1967年9月25日    | 1971年5月20日 |                                                                     |
| 安芸郡 | 矢野町   |                  | 「ヤノ」を図案化したもの                                                           | 1967年9月2日     | 1975年3月20日 |                                                                     |
| 安芸郡 | 船越町   |                  | 不明                                                                               | 1972年6月17日    | 1975年3月20日 |                                                                     |
| 深安郡 | 駅家町   | 資料喪失の為不明 | 資料喪失の為不明                                                                   | 資料喪失の為不明 | 1975年2月1日  |                                                                     |
| 芦品郡 | 加茂町   | 資料喪失の為不明 | 資料喪失の為不明                                                                   | 資料喪失の為不明 | 1975年2月1日  |                                                                     |
| 佐伯郡 | 五日市町 |                  | 「五」を二つの円形（半円ずつ）にしたもの                                           | 1968年10月       | 1985年3月20日 |                                                                     |
| 沼隈郡 | 内海町   |                  | 「内」・「波」を図案化したもの                                                     | 1985年3月25日    | 2003年2月3日  | 1956年に制定されていたのを再制定した                                |
| 芦品郡 | 新市町   |                  | 「しん市」を表している                                                             | 1958年           | 2003年2月3日  |                                                                     |
| 佐伯郡 | 佐伯町   |                  | 津田町・浅原村・玖島村・友和村・四和村を一つの輪として図案化したもの               | 1955年4月1日     | 2003年3月1日  |                                                                     |
| 佐伯郡 | 吉和村   |                  | 「よ」を基として人体を表したもの                                                   | 1971年10月1日    | 2003年3月1日  |                                                                     |
| 豊田郡 | 大崎町   |                  | 「大」を図案化したもの                                                             | 1981年6月26日    | 2003年4月1日  | 色はコバルトブルーが指定されている                                  |
| 豊田郡 | 東野町   |                  | 外枠はミカンを象りかつ「ひ」を表し、内枠は「の」を表したもの                       | 1974年10月3日    | 2003年4月1日  |                                                                     |
| 豊田郡 | 木江町   |                  | 「木江」を図案化したもの                                                           | 1955年1月        | 2003年4月1日  |                                                                     |
| 安芸郡 | 下蒲刈町 |                  | 「S」を図案化したもの                                                              | 1971年12月25日   | 2003年4月1日  |                                                                     |
| 高田郡 | 吉田町   |                  | 毛利元就の遺訓である三子教訓状の矢羽根を図案化したもの                             | 1955年8月1日     | 2004年3月1日  | 1988年10月28日に条例化される                                        |
| 高田郡 | 八千代町 |                  | 「森と湖の活き活きタウン」を図案化したもの                                         | 1978年4月1日     | 2004年3月1日  |                                                                     |
| 高田郡 | 美土里町 |                  | 「ミ」を図案化したもの                                                             | 1975年4月1日     | 2004年3月1日  |                                                                     |
| 高田郡 | 高宮町   |                  | 「た」を図案化したもの                                                             | 1976年9月29日    | 2004年3月1日  |                                                                     |
| 高田郡 | 甲田町   |                  | 五龍城の城主であった宍戸氏の紋章の中に「甲田」を組み合わせて図案化したもの         | 1956年4月1日     | 2004年3月1日  |                                                                     |
| 高田郡 | 向原町   |                  | 町名の由来となった「日向かい」を図案化したもの                                     | 1983年8月6日     | 2004年3月1日  | 1982年に決定されたものを1983年8月6日に制定される                    |
| 豊田郡 | 川尻町   |                  | 町内に流れる三本の河川と「尻」を配したもの                                         | 1969年10月1日    | 2004年4月1日  |                                                                     |
| 甲奴郡 | 上下町   |                  | 「上下」を図案化したもの                                                           | 1956年           | 2004年4月1日  |                                                                     |
| 三次市 |          |                  | 「み」・「巴」・「人」を表したもの                                                 | 1954年9月10日    | 2004年4月1日  | 初代の市章である                                                    |
| 双三郡 | 三和町   |                  | 「さ」を図案化し、三つの「輪」と「人」を表している                                 | 1955年3月31日    | 2004年4月1日  | 色は緑色が指定されている                                            |
| 双三郡 | 三良坂町 |                  | 「輪」は平和を意味し、「三」は末広がり、即ち町の発展を表したもの                   | 1971年3月25日    | 2004年4月1日  |                                                                     |
| 双三郡 | 吉舎町   |                  | 「キ」を大樹に見立てて図案化したもの                                               | 1957年1月        | 2004年4月1日  |                                                                     |
| 双三郡 | 君田村   |                  | 「三」つの「木」で森林を表しかつ円形は住民の融和と団結を意味し、「田」を配したもの | 1984年12月1日    | 2004年4月1日  |                                                                     |
| 双三郡 | 布野村   |                  | 二つの「フノ」を円に構成したもの                                                   | 1967年10月1日    | 2004年4月1日  |                                                                     |
| 双三郡 | 作木村   |                  | 「サ」を変形したもの                                                               | 1965年10月1日    | 2004年4月1日  |                                                                     |
| 甲奴郡 | 甲奴町   |                  | 「コーヌ」を図案化したもの                                                         | 1975年4月8日     | 2004年4月1日  |                                                                     |
| 世羅郡 | 世羅町   |                  | 「セラ」を象ったもの                                                               | 1963年           | 2004年10月1日 | 初代の町章である                                                    |
| 世羅郡 | 世羅西町 |                  | 「世」を円形に図案化し、周囲は四角を二つ重ねて、それを二四で「西」を表したもの     | 1979年5月30日    | 2004年10月1日 |                                                                     |
| 世羅郡 | 甲山町   |                  | 「コ」を図案化したもの                                                             | 1955年4月1日     | 2004年10月1日 | 1983年10月1日に再制定された                                         |
| 山県郡 | 加計町   |                  | 「カケ」を図案化したもの                                                           | 1970年8月20日    | 2004年10月1日 |                                                                     |
| 山県郡 | 筒賀村   |                  | 緑濃い山と三本の樹木を図案化したもの                                               | 1990年11月10日   | 2004年10月1日 |                                                                     |
| 山県郡 | 戸河内町 |                  | 「と」・三段峡を図案化したもの                                                     | 1972年3月14日    | 2004年10月1日 |                                                                     |
| 安芸郡 | 江田島町 |                  | 上部の三角は古鷹山、下部の三本の筋は海、全体で「E」を表したもの                    | 1976年9月29日    | 2004年11月1日 |                                                                     |
| 佐伯郡 | 能美町   |                  | 「の」を図案化し、波を表している                                                   | 1982年2月5日     | 2004年11月1日 |                                                                     |
| 佐伯郡 | 沖美町   |                  | 「おきみ」を図案化したもの                                                         | 1979年3月15日    | 2004年11月1日 |                                                                     |
| 佐伯郡 | 大柿町   |                  | 「大」を柿の形に図案化したもの                                                     | 1974年11月3日    | 2004年11月1日 | 1974年11月2日に告示されている                                       |
| 神石郡 | 三和町   |                  | 「さ」を図案化したもの                                                             | 1979年7月1日     | 2004年11月5日 | 1965年4月1日に制定されていたのを再制定した 色は緑色が指定されている |
| 神石郡 | 神石町   |                  | 「石」を図案化し、「C」は牛の角・「○」は蒟蒻・小円の「○」は愛情を表したもの        | 1981年12月1日    | 2004年11月5日 |                                                                     |
| 神石郡 | 油木町   |                  | 「Y」と「円満」と油木・小野・新坂・仙養の1町3村の合併を表したもの                  | 1967年10月28日   | 2004年11月5日 |                                                                     |
| 神石郡 | 豊松村   |                  | 「と」を太陽と月で図案化したもの                                                   | 1978年11月30日   | 2004年11月5日 |                                                                     |

### 2005年以降
| 市郡   | 町村     | 市町村章 | 由来                                                                               | 制定日         | 廃止日        | 備考 |
| ------ | -------- | -------- | ---------------------------------------------------------------------------------- | -------------- | ------------- | --- |
| 沼隈郡 | 沼隈町   |          | 「ヌ」を絡ませたもの                                                               | 1955年8月      | 2005年2月1日  | |
| 山県郡 | 芸北町   |          | 「芸」を図案化したもの                                                             | 1977年4月30日  | 2005年2月1日  | 1964年6月に制定していたのを再制定した                                                                                        |
| 山県郡 | 大朝町   |          | 「大」を三つの三角形で図案化したもの                                               | 1974年12月24日 | 2005年2月1日  | |
| 山県郡 | 千代田町 |          | 「千」を鳥の形に図案化したもの                                                     | 1968年12月23日 | 2005年2月1日  | |
| 山県郡 | 豊平町   |          | 「とよ」を三つの輪で図案化したもの                                                 | 1970年10月23日 | 2005年2月1日  | |
| 賀茂郡 | 黒瀬町   |          | 「く」を「六」つ結んで、その中に図案化した「瀬」を配したもの                       | 1984年6月28日  | 2005年2月7日  | |
| 賀茂郡 | 福富町   |          | 正三角形は鷹ノ巣山・その間の溝は沼田川支流・外円と四つの波形は賀茂台地を表している | 1960年4月      | 2005年2月7日  | |
| 賀茂郡 | 豊栄町   |          | 「ト」を丸く図案化し、「栄」を配したもの                                           | 1949年4月1日   | 2005年2月7日  | |
| 賀茂郡 | 河内町   |          | 椋梨川・沼田川の間（内）にあるという意味を表したもの                               | 1955年3月31日  | 2005年2月7日  | 旧・河内町制時の1952年4月1日に制定され、新町制施行時に継承された                                                             |
| 安芸郡 | 安芸津町 |          | 「安」を円形に意匠化したもの                                                       | 1953年5月3日   | 2005年2月7日  | |
| 安芸郡 | 蒲刈町   |          | 「K」を象ったもの                                                                  | 1976年9月30日  | 2005年3月20日 | |
| 安芸郡 | 音戸町   |          | 「オ」を図案化し、太陽を表している                                                 | 1979年10月1日  | 2005年3月20日 | |
| 安芸郡 | 倉橋町   |          | 「く」を円形にして図案化したもの                                                   | 1977年         | 2005年3月20日 | 色は浅黄色が指定されている                                                                                                   |
| 豊田郡 | 豊町     |          | 蜜柑と「ユ」を表している                                                           | 1980年7月1日   | 2005年3月20日 | 橙色と緑色が指定されている                                                                                                   |
| 豊田郡 | 安浦町   |          | 「安」を図案化したもの                                                             | 1948年6月      | 2005年3月20日 | |
| 豊田郡 | 豊浜町   |          | 「と」・海・鯛・ミカンを象ったもの                                                 | 1988年6月23日  | 2005年3月20日 | 色は橙色と青色が指定されている 豊浜町民の応募作品に河野通男（制定当時:広島大学教授現在は退職している）によって意匠化したもの |
| 三原市 |          |          | 「ミハラ」を図案化したもの                                                         | 1937年3月9日   | 2005年3月22日 | 初代の市章である |
| 豊田郡 | 本郷町   |          | 中央部は沼田川・古高山と新高山は外周を表している                                   | 1976年2月2日   | 2005年3月22日 | |
| 御調郡 | 久井町   |          | 「久」を図案化したもの                                                             | 1974年11月3日  | 2005年3月22日 | |
| 賀茂郡 | 大和町   |          | 「た」を図案化したもの                                                             | 1955年3月31日  | 2005年3月22日 | |
| 御調郡 | 御調町   |          | 「み」を図案化かつ配している                                                       | 1958年10月1日  | 2005年3月28日 | |
| 御調郡 | 向島町   |          | 本州を表したものと「M」を図案化したもの                                            | 1961年         | 2005年3月28日 | |
| 庄原市 |          |          | 全体的に「庄」を表したもの                                                         | 1955年1月26日  | 2005年3月31日 | 初代の市章である 1977年2月1日に告示された                                                                                    |
| 比婆郡 | 西城町   |          | 「サ」を表したもの                                                                 | 1964年11月     | 2005年3月31日 | |
| 比婆郡 | 東城町   |          | 「TOJO」を図案化したもの                                                           | 1965年3月29日  | 2005年3月31日 | |
| 比婆郡 | 口和町   |          | 「口和」を図案化したもの                                                           | 1978年11月25日 | 2005年3月31日 | |
| 比婆郡 | 高野町   |          | 「タ」を表したもの                                                                 | 1984年10月     | 2005年3月31日 | 色は緑色が指定されている |
| 比婆郡 | 比和町   |          | 「比和」を図案化したもの                                                           | 1991年10月1日  | 2005年3月31日 | |
| 甲奴郡 | 総領町   |          | 「S」を表したもの                                                                  | 1965年5月4日   | 2005年3月31日 | |
| 佐伯郡 | 湯来町   |          | 「ユキ」を鳥の形に図案化したもの                                                   | 1987年9月      | 2005年4月25日 | 1959年9月1日に制定されていたのを再制定した                                                                                   |
| 佐伯郡 | 大野町   |          | 「大の」を図案化したもの                                                           | 1970年4月1日   | 2005年11月3日 | |
| 佐伯郡 | 宮島町   |          | 厳島神社の紋章である亀甲を取り入れ、その中に「宮」を図案化したもの                 | 1971年5月      | 2005年11月3日 | 色は濃緑色が指定されている                                                                                                   |
| 因島市 |          |          | 造船と鋤を表している                                                               | 1954年5月1日   | 2006年1月10日 | |
| 豊田郡 | 瀬戸田町 |          | 「田」を象り、「セトタ」を「和」で表している                                       | 1937年4月1日   | 2006年1月10日 | |
| 深安郡 | 神辺町   |          | 「カンナベ」を図案化したもの                                                       | 1984年4月15日  | 2006年3月1日  | |

### 書籍
- 小学館辞典編集部 編『図典 日本の市町村章』（初版第1刷）小学館、2007年1月10日。ISBN 4095263113。
- 近藤春夫『都市の紋章 : 一名・自治体の徽章』行水社、1915年。NDLJP:955061
- 中川幸也『シリーズ人間とシンボル第2号「都市の旗と紋章」』中川ケミカル、1987年10月11日。
- 丹羽基二『日本の市章 （西日本）』保育社、1984年5月5日。
- 望月政治『都章道章府章県章市章のすべて』日本出版貿易株式会社、1973年7月7日。
- NHK情報ネットワーク『NHKふるさとデータブック7 [中国]』日本放送協会、1992年5月1日。

### 都道府県書籍
- 広島県総務部広報広聴課『わがまちのシンボル』広島県、1994年4月。

### 自治体書籍
- 五日市町『いつかいち 1979』広島県佐伯郡五日市町、1979年。
- 中国観光地誌社『松永市の展望』楠務、1964年。
- 吉田町役場『吉田町例規集』広島県高田郡吉田町。
- 向原町役場『向原町例規集』広島県高田郡向原町。
- 比和町役場『比和町例規集』広島県比婆郡比和町。
- 佐伯町役場『佐伯町例規集』広島県佐伯郡佐伯町。
- 黒瀬町役場『黒瀬町例規集』広島県賀茂郡黒瀬町。